# Homoplectra spora
Homoplectra spora är en nattsländeart som beskrevs av Donald G. Denning 1952. Homoplectra spora ingår i släktet Homoplectra och familjen ryssjenattsländor. Inga underarter finns listade i Catalogue of Life.